# Prezentációs tábla
A prezentációs tábláknak számos típusa létezik, ide soroljuk a flipchart táblákat, krétás táblákat, fehér táblákat, parafatáblákat stb.

## Flipchart táblák
Az úgynevezett flipchart vagy magyarul papírfunkciós táblák állványon elhelyezhető táblák. A hozzájuk tartozó flipchart papírok könnyedén rögzíthetők a tábla felső részére. A papírfunkciós táblák legnagyobb előnye, hogy a prezentáció elemei előre elhelyezhetők rajta, melyeket egyszerűen lapozhatnak az előadók, így időt takaríthatnak meg. Feltalálásuk Peter Kent nevéhez fűződik.

## Fehér táblák
A fehér vagy angolul whiteboard táblák kiváló prezentációs eszközök. Szárazon törölhető felületükre speciális filctollal lehet írni. Nagy előnyük, hogy a felületükre írt szövegek, rajzok könnyen javíthatók. Létezik mágneses változatuk is, mely még sokoldalúbb prezentációs lehetőségeket biztosít. Zománcozott típusukat 800 C°-on égetik.

## Krétás táblák
A krétás táblák általában fekete vagy zöld színűek. Felületükre krétával lehet írni, és nedves szivaccsal törölhetők. Ezek a leggyakrabban használt iskolai táblák. Létezik vonalas és négyzetrácsos változatuk is.

## Parafatáblák
A parafatáblák, mint nevük is mutatja parafából készülnek. Vannak fakeretes parafatáblák és fémkeretes parafatáblák. Hirdetmények, emlékeztetők, üzenetek és dokumentumok elhelyezésre kiválóan alkalmasak.

## Kombitáblák
A kombitáblák dupla funkcióval rendelkeznek, egyik részük fehér tábla írható felülettel, másik részük pedig parafa tábla, melyre üzenetek tűzhetők térképtű segítségével.

## Tervezőtáblák
Tervezőtáblákat programtervezésre használják. Létezik heti, havi és éves tervező tábla is. Felületükre filctollal lehet írni, szárazon törölhetők. Gyakran mágneses kivitelűek.

## Megállítótáblák
A megállítótáblákat jellemzően éttermek, vendéglátóhelyek és boltok használják. Számos változatuk ismert.